# Micranthes ferruginea
Micranthes ferruginea là một loài thực vật có hoa trong họ Saxifragaceae. Loài này được (Graham) Brouillet & Gornall mô tả khoa học đầu tiên năm 2007.